# Kievajärvi (Gällivare socken, Lappland)
Kievajärvi är en sjö i Gällivare kommun i Lappland och ingår i Råneälvens huvudavrinningsområde.